# بغاو
بغاو (بالألمانية: Pegau) هي مدينة و بلدة ألمانية تقع في ألمانيا في ساكسونيا. يقدر عدد سكانها بـ 4,768 نسمة .

## المدن التوأمة
مدينة فاخنهايم هي مدينة توأمة لـبغاو.